# Heinkel HE 31
Die Heinkel HE 31 war ein in den 1920er Jahren entwickeltes deutsches Schwimmerflugzeug der Warnemünder Heinkel-Flugzeugwerke.

## Geschichte
Das Flugzeug entstand auf eine Forderung der Reichsmarine nach einem Seejagdzweisitzer mit einer Seefähigkeit bis Seegang 2 bis 3 und zwei starren MG als Offensivbewaffnung und einem beweglichen MG zur Verteidigung im Beobachterstand, ähnlich in der Auslegung der erfolgreichen Hansa-Brandenburg W.29, die Ernst Heinkel bereits im Ersten Weltkrieg entworfen hatte. Auch eine Verwendung als Aufklärer wurde in Betracht gezogen. Heinkel entwickelte die HE 31 als verbesserte Nachfolgerin der bewährten HE 5 von 1926 in ähnlicher Bauart als zweisitziger Tiefdecker, aber mit verbesserten Tragflächen mit abnehmender Profildicke. Ein Exemplar wurde gebaut, dass als Schwimmwerk erstmals in der Firmengeschichte zwei auf der Oberseite abgerundete Schwimmer erhielt, weil man sich davon einen verringerten Luftwiderstand und damit auch eine höhere Geschwindigkeit erhoffte. Als Antrieb diente ein US-amerikanischer Packard-Motor mit 840 PS. Die einzige HE 31 mit der Werknummer 310 wurde 1928 produziert und im Oktober für die Severa GmbH, einer Tarnfirma der Reichsmarine, als D–1522 zugelassen. Nach der Erprobung durch die Severa gliederte sie die Deutsche Luft Hansa (DLH) im Februar 1929 ihn ihre Abteilung Küstenflug ein, aber schon im Juni 1929 ging sie in den Bestand der Deutschen Versuchsanstalt für Luftfahrt (DVL) in Adlershof über, wobei die Erprobungsstelle des Reichsverbands der deutschen Luftfahrtindustrie (RDL) in Travemünde als Halter fungierte. Im Oktober 1931 erhielt das Flugzeug ein britisches Lion-XI-a-Triebwerk mit 576 PS und wurde endgültig vom RDL übernommen, der sie in seiner Erprobungsstelle See einigen Tests unterzog. Eine Serienproduktion wurde nicht ins Auge gefasst, da die HE 31 lediglich als Zwischenschritt von der HE 5 zur HE 9 als Nachfolgerin angesehen wurde und die Reichsmarine Letztere in ihrem Beschaffungsplanung von 1929 aufgrund ihres inländischen BMW-Motors bevorzugte.

## Konstruktion
Die HE 31 wurde als halbfreitragender Tiefdecker in Gemischtbauweise konstruiert. Der Rumpf bestand aus einem geschweißten, als Fachwerk ausgeführten Stahlrohrgerüst mit rechteckigem Querschnitt, gewölbter Oberseite und einem in einer senkrechten Schneide auslaufenden Heck. Er war im Motorbereich bis zur Hinterkante der Beobachterkabine mit Duraluminiumblechen beplankt und dahinter mit Stoff bespannt. Zwischen dem Triebwerk und der vorderen Kabine befand sich ein Brandschott aus Stahlblech.
Die HE 31 besaß zweiholmige, rechteckige Tragflächen mit elliptischen Randbögen und einer V-Stellung von 2,5°. Sie waren zweiteilig ausgeführt, besaßen zwischen den Holmen Innenverstrebungen aus Stahlrohr und Gurte aus Spruce, Im Bereich der Flügelnase waren sie mit Sperrholz beplankt und im übrigen mit Stoff bespannt. Die Verbindung mit dem Rumpf wurde durch Hakengelenke gewährleistet. An der Unterseite befanden sich auf Höhe der halben Spannweite N-Verstrebungen, die die Tragfläche zu den Schwimmern hin abstützten.
Die Komponenten des Leitwerks bestanden aus stoffbespannten Stahlrohrgerüsten, Seiten- und Höhenleitwerksflossen waren mit Draht verspannt. Das Seitenruder war aerodynamisch ausgeglichen. Die HE 31 war mit zwei halbrunden Holzschwimmern mit gestuften Böden aus Duraluminium ausgerüstet, die ein Volumen von je 1560 Litern Inhalt besaßen.

## Technische Daten
| Kenngröße                                | Daten                                                                                     |
| ---------------------------------------- | ----------------------------------------------------------------------------------------- |
| Besatzung                                | 2                                                                                         |
| Spannweite                               | 16,80 m                                                                                   |
| Länge                                    | 12,20 m                                                                                   |
| Höhe                                     | 4,74 m                                                                                    |
| Flügelfläche                             | 47,9 m²                                                                                   |
| Flächenbelastung                         | 65,8 kg/m²                                                                                |
| Leermasse                                | 2255 kg                                                                                   |
| Rüstmasse                                | 2505 kg                                                                                   |
| Zuladung                                 | 645 kg                                                                                    |
| Nutzlast                                 | 95 kg                                                                                     |
| Startmasse                               | 3150 kg                                                                                   |
| Antrieb                                  | ein wassergekühlter Zwölfzylinder-Viertakt-V-Motor mit starrer Vierblatt-Holzluftschraube |
| Typ                                      | Packard 3A 2500 5,1                                                                       |
| Startleistung Nennleistung Dauerleistung | 840 PS (618 kW) bei 2000/min 700 PS (515 kW) bei 1920/min 560 PS (412 kW) bei 1800/min    |
| Höchstgeschwindigkeit                    | 250 km/h                                                                                  |
| Landegeschwindigkeit                     | 95 km/h                                                                                   |
| Steiggeschwindigkeit                     | 6,7 m/s                                                                                   |
| Steigzeit                                | 2:30 min auf 1000 m Höhe                                                                  |
| Dienstgipfelhöhe                         | 5200 m                                                                                    |
| Reichweite                               | 500 sm (926 km)                                                                           |
| Flugdauer                                | 3,5 h                                                                                     |